# 山藥怪物
山藥怪物，是台灣達悟族傳說中的由山藥變成的怪物，不僅會飛、還會施法術。

## 外表與能力
山藥怪物的外型是個跟人一樣大的山藥，牠擁有強大的力量，不僅可以長出飛行的翅膀、不需要時可以拿下來，還可以施展法術。

## 傳說
過 去有個紅頭部落的母親和孩子上山挖山藥時，挖到一個巨大的人形山藥，但那個山藥卻突然活過來變成山藥怪物、抓住母親並長出翅膀飛走了，驚慌失措的孩子回家跟父親說，父親便開始訓練他的兩個兒子，等到他們都拔得動山上的水藤後，三人便造了一艘船、準備好武器出發。
他們最後在一個小島上從當地人那裡得知母親被山藥怪物帶到山上，父親因為體力不夠而派兩個兒子上去、自己守在海邊接應他們，上山後的兒子終於找到了自己的母親，但母親已經不認得他們了，他們便照著母親提出的考驗，把熱開水倒在身上而不脫皮，證明自己的身份，母親便跟他們離開，還事先把山藥怪物的翅膀給燒了。
發現情況的山藥怪物使用法術追上了他們，差點把船給弄翻，雖然父親和兒子們奮力攻擊，但都沒有傷害到牠，武器反而都被牠弄斷了，最後只剩一根長矛，父親在這時開始向神靈祈求，並且奮力擲出武器，終於刺中山藥怪物的眼睛，山藥怪物跌入海中，終於死了，一家人也回到部落，終於團聚。